# Minako Nakamura
Minako Nakamura (japanisch 中村 美奈子 Nakamura Minako, * 22. Juli 1986 in der Stadt Yokohama, Präfektur Kanagawa), auch bekannt als Mina bzw. Mina Taichō (Mina隊長), ist eine japanische Metal-Gitarristin.

## Karriere
Nakamura, die unter den Namen Mina bzw. Mina Taichō aktiv ist, gründete im Dezember 2005 die Heavy-Metal-Band Destroya. Diese spielte zu Beginn Covermusik. Anfang 2007 folgte eine Umbenennung der Band, die bis zu ihrer Auflösung im Jahr 2015 Destrose hieß. Mit der Band, die in ihrer aktiven Zeit mit zahlreichen Besetzungswechseln zu kämpfen hatte, veröffentlichte sie fünf Singles, ein Studioalbum, ein Minialbum sowie ein Livealbum. Aufgrund gesundheitlicher Probleme gab sie im Februar 2014 ihren Ausstieg bei Destrose bekannt.
Nachdem die übrigen Mitglieder von Destrose im Juli 2015 das Ende der Gruppe ankündigten, gab Nakamura im gleichen Monat die Gründung der Power-Metal-Band Fate Gear bekannt. Mit dieser veröffentlichte sie vier Studioalben, sechs EPs und zwei Videoalben. Zudem tourte sie mit Fate Gear mehrfach durch Mitteleuropa.
Neben ihren Bandaktivitäten ist Nakamura auch unter dem Namen Animeta Girl aktiv. Unter diesem Namen interpretiert sie bekannte Animemusik im Heavy-Metal-Gewand.

## Einflüsse
Mina gründete die Power-Metal-Band Fate Gear und stattete diese mit einem Steampunk-angelehnten Stil aus. In einem Interview mit dem japanischen Ableger des Billboard-Magazins erklärte sie, dass sie mit der Gründung der Gruppe etwas anderes versuchen und von der Norm abweichen wollte. Sie sieht sich dabei sowohl von der Ästhetik des Steampunk als auch von Videospielen beeinflusst.
In einem weiteren Interview erklärte Nakamura, dass ihr Vater sie musikalisch beeinflusst habe. So habe er ihr Musik von den Beatles, Led Zeppelin, Pink Floyd und Eric Clapton näher gebracht.

## Diskografie

### Mit Destrose
- → Hauptartikel: Destrose#Diskografie

### Mit Fate Gear
- → Hauptartikel: Fate Gear#Diskografie

### Als Animeta Girl
- 2014: Vol. 1 (EP, Marianne Records)